# Rinorea australasica
Rinorea australasica är en violväxtart som beskrevs av Cyril Tenison White. Rinorea australasica ingår i släktet Rinorea och familjen violväxter. Inga underarter finns listade i Catalogue of Life.